# Xe đạp tại Thế vận hội Mùa hè 2008
Giải xe đạp tại Thế vận hội Mùa hè 2008 diễn ra từ ngày 9 đến ngày 23 tháng 8 năm 2008.

## Xếp hạng theo quốc gia
| 1    | Anh Quốc (GBR)    | 8  | 4  | 2  | 14 |
| 2    | Pháp (FRA)        | 2  | 3  | 1  | 6  |
| 3    | Tây Ban Nha (ESP) | 2  | 1  | 1  | 4  |
| 4    | Hoa Kỳ (USA)      | 1  | 1  | 3  | 5  |
| 5    | Đức (GER)         | 1  | 1  | 1  | 3  |
| 6    | Thụy Sĩ (SUI)     | 1  | 0  | 3  | 4  |
| 7    | Argentina (ARG)   | 1  | 0  | 0  | 1  |
| 8    | Latvia (LAT)      | 1  | 0  | 0  | 1  |
| 9    | Hà Lan (NED)      | 1  | 0  | 0  | 1  |
| 10   | Thụy Điển (SWE)   | 0  | 2  | 0  | 2  |
| 11   | Ý (ITA)           | 0  | 1  | 1  | 2  |
| 12   | New Zealand (NZL) | 0  | 1  | 1  | 2  |
| 13   | Úc (AUS)          | 0  | 1  | 0  | 1  |
| 14   | Cuba (CUB)        | 0  | 1  | 0  | 1  |
| 15   | Đan Mạch (DEN)    | 0  | 1  | 0  | 1  |
| 16   | Ba Lan (POL)      | 0  | 1  | 0  | 1  |
| 17   | Nga (RUS)         | 0  | 0  | 2  | 2  |
| 18   | Trung Quốc (CHN)  | 0  | 0  | 1  | 1  |
| 19   | Nhật Bản (JPN)    | 0  | 0  | 1  | 1  |
| 20   | Ukraina (UKR)     | 0  | 0  | 1  | 1  |
| Tổng | Tổng              | 18 | 18 | 18 | 54 |

## Bảng huy chương

### Đường trường
| Nội dung                | Vàng                         | Bạc                        | Đồng                        |
| ----------------------- | ---------------------------- | -------------------------- | --------------------------- |
| Xuất phát đồng hạng nam | Samuel Sánchez · Tây Ban Nha | Davide Rebellin · Ý        | Fabian Cancellara · Thụy Sĩ |
| Xuất phát đồng hạng nữ  | Nicole Cooke · Anh Quốc      | Emma Johansson · Thụy Điển | Tatiana Guderzo · Ý         |
| Đua tính giờ nam        | Fabian Cancellara · Thụy Sĩ  | Gustav Larsson · Thụy Điển | Levi Leipheimer · Hoa Kỳ    |
| Đua tính giờ nữ         | Kristin Armstrong · Hoa Kỳ   | Emma Pooley · Anh Quốc     | Karin Thürig · Thụy Sĩ      |

### Lòng chảo
| Nội dung                   | Vàng                                                                         | Bạc | Đồng                                                                                          |
| -------------------------- | ---------------------------------------------------------------------------- | --- | --------------------------------------------------------------------------------------------- |
| Đua rượt đuổi cá nhân nam  | Bradley Wiggins · Anh Quốc                                                   | Hayden Roulston · New Zealand                                                                                              | Steven Burke · Anh Quốc                                                                       |
| Đua rượt đuổi cá nhân nữ   | Rebecca Romero · Anh Quốc                                                    | Wendy Houvenaghel · Anh Quốc                                                                                               | Lesya Kalitovska · Ukraina                                                                    |
| Đua rượt đuổi đồng đội nam | Anh Quốc (GBR) · Ed Clancy · Paul Manning · Geraint Thomas · Bradley Wiggins | Đan Mạch (DEN) · Alex Nicki Rasmussen · Michael Moerkoev · Casper Jorgensen · Jens-Erik Madsen · Michael Færk Christensen* | New Zealand (NZL) · Sam Bewley · Jesse Sergent · Hayden Roulston · Marc Ryan · Westley Gough* |
| Đua nước rút cá nhân nam   | Chris Hoy · Anh Quốc                                                         | Jason Kenny · Anh Quốc | Mickaël Bourgain · Pháp                                                                       |
| Đua nước rút cá nhân nữ    | Victoria Pendleton · Anh Quốc                                                | Anna Meares · Úc | Guo Shuang · Trung Quốc                                                                       |
| Đua nước rút đồng đội nam  | Anh Quốc (GBR) · Jamie Staff · Jason Kenny · Chris Hoy                       | Pháp (FRA) · Grégory Baugé · Kevin Sireau · Arnaud Tournant                                                                | Đức (GER) · Rene Enders · Maximillian Levy · Stefan Nimke                                     |
| Đua tính điểm cá nhân nam  | Joan Llaneras · Tây Ban Nha                                                  | Roger Kluge · Đức | Chris Newton · Anh Quốc                                                                       |
| Đua tính điểm cá nhân nữ   | Marianne Vos · Hà Lan                                                        | Yoanka Gonzalez · Cuba | Leire Olaberría · Tây Ban Nha                                                                 |
| Đua Keirin cá nhân nam     | Chris Hoy · Anh Quốc                                                         | Ross Edgar · Anh Quốc | Kiyofumi Nagai · Nhật Bản                                                                     |
| Đua Madison cá nhân nam    | Argentina (ARG) · Juan Esteban Curuchet · Walter Fernando Perez              | Tây Ban Nha (ESP) · Joan Llaneras · Antonio Tauler                                                                         | Nga (RUS) · Mikhail Ignatyev · Alexei Markov                                                  |

* Chỉ tham dự vòng loại.

### Địa hình
| Nội dung          | Vàng                  | Bạc                           | Đồng                    |
| ----------------- | --------------------- | ----------------------------- | ----------------------- |
| Đua băng đồng nam | Julien Absalon · Pháp | Jean-Christophe Péraud · Pháp | Nino Schurter · Thụy Sĩ |
| Đua băng đồng nữ  | Sabine Spitz · Đức    | Maja Włoszczowska · Ba Lan    | Irina Kalentieva · Nga  |

### BMX
| Nội dung | Vàng                          | Bạc                          | Đồng                    |
| -------- | ----------------------------- | ---------------------------- | ----------------------- |
| Nam      | Māris Štrombergs · Latvia     | Mike Day · Hoa Kỳ            | Donny Robinson · Hoa Kỳ |
| Nữ       | Anne-Caroline Chausson · Pháp | Laëtitia Le Corguillé · Pháp | Jill Kintner · Hoa Kỳ   |